# Clameau

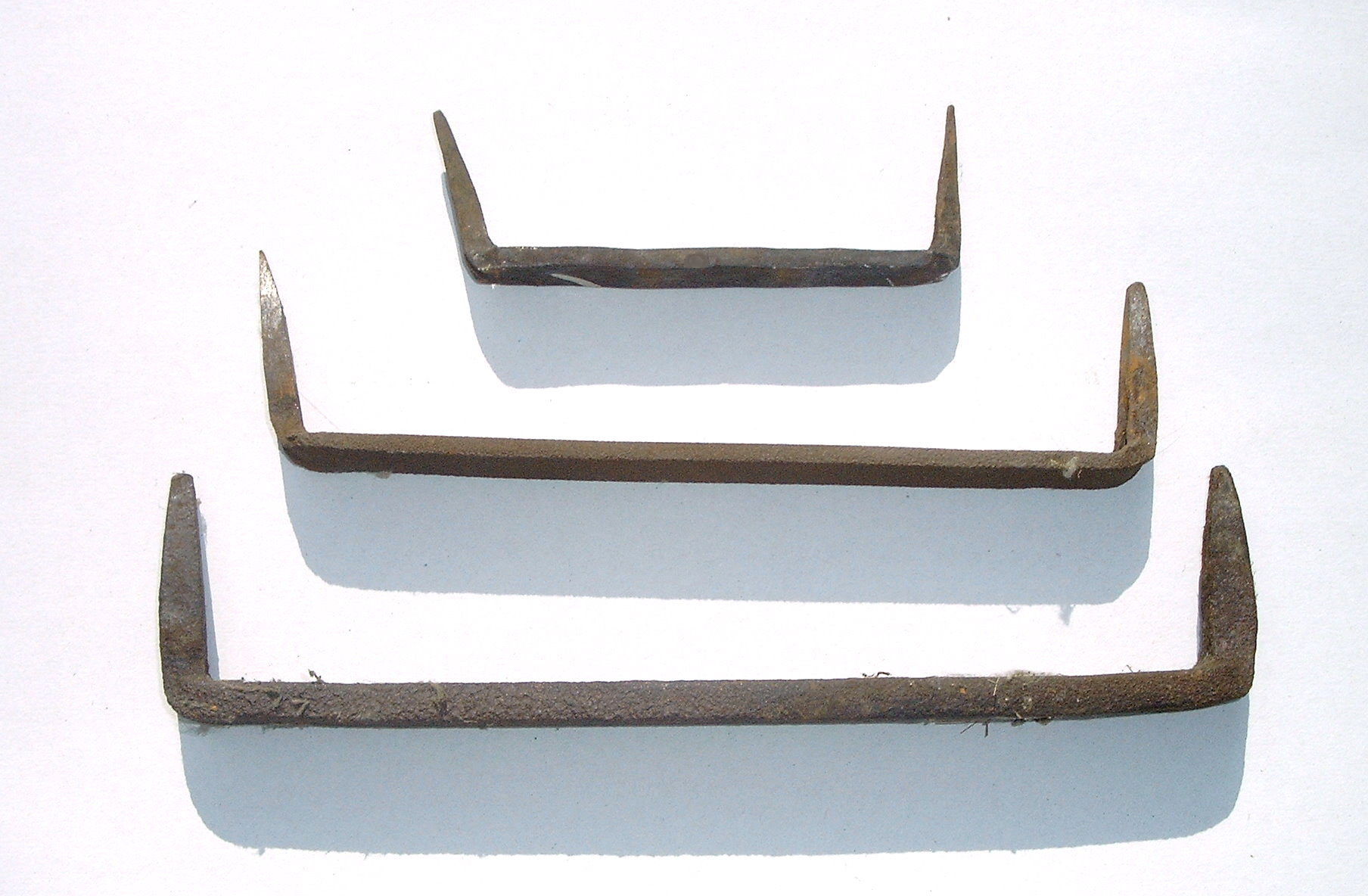
Clameau.

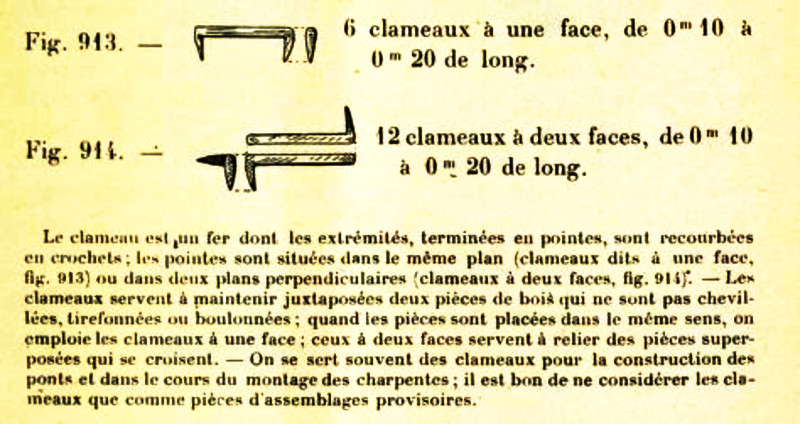
Extrait du cours Génie rural appliqué aux colonies concernant les clameaux.

Un clameau est un crochet d'assemblage métallique, une sorte d'agrafe, formé d'une tige dont les deux extrémités sont relevées perpendiculairement, servant à assembler de manière rapide ou provisoire les charpentes ou maintenir les troncs à équarrir ou à débiter.
Si les deux extrémités relevées se trouvent dans un même plan, le clameau est dit plat ou simple, sinon il est à deux faces.

## Usage
L'usage du clameau en équarrissage consiste à planter une extrémité dans une pièce de bois (poutre, bille, grume) placée perpendiculairement sous une autre pièce retenue par l'autre extrémité de l'outil de façon à retenir fermement la section devant être équarrie à la hache ou plus traditionnellement à la doloire.

## Clameau à cliquet
Une variante moderne du clameau est le clameau à cliquet (appelé aussi pince à clameau). Il est muni de deux pointes métalliques à planter et cannelées pour assurer leur ancrage sûr dans les deux bois à assembler. La tension s'opère ensuite en force par un système de poignée à cliquet, celui-ci est réversible afin de pouvoir retirer ensuite facilement le clameau de l'assemblage monté. Le clameau à cliquet est utile pour « fermer » les assemblages de charpente ou autres en bois un peu lourds avant leur assemblage définitif.